# Caron Butler
Pour les articles homonymes, voir Butler.
James Caron Butler, connu en tant que Caron Butler, né le 17 mars 1980 à Racine au Wisconsin (États-Unis), est un joueur et entraîneur américain de basket-ball. Comme joueur, il évolue au poste d'ailier. Il mesure 2,01 m et pèse 104 kg.
Il est sélectionné 2 fois au NBA All-Star Game en 2007 et 2008 et est sacré champion NBA en 2011 avec les Mavericks de Dallas.

## Carrière universitaire
Butler fait son parcours universitaire dans le club universitaire des Huskies du Connecticut.

## Carrière professionnelle

### Heat de Miami (2002-2004)
Après l'université, il est drafté en 10e position par le Heat de Miami.
Lors de sa saison de rookie, il tourne à plus de 15 points par match et un peu plus de 5 rebonds.

### Lakers de Los Angeles (2004-2005)
Après une saison vide en 2003-2004, Caron Butler est envoyé aux Lakers de Los Angeles, échange qui comprend Shaquille O'Neal et Lamar Odom. Il est titulaire aux côtés de Kobe Bryant avant de partir aux Wizards de Washington aux côtés de Gilbert Arenas et d'Antawn Jamison.

### Wizards de Washington (2005-fév. 2010)

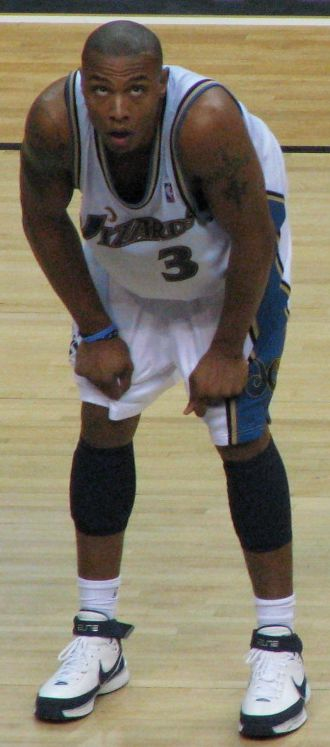
Caron Butler en janvier 2008.

Le 2 août 2005, il est transféré aux Wizards de Washington.
Lors de la saison 2006-2007, il participe pour la première fois au NBA All-Star Game.

### Mavericks de Dallas (fév. 2010-2011)
Lors de la saison 2009-2010, il est envoyé aux Mavericks de Dallas avec Brendan Haywood et DeShawn Stevenson en échange de John Singleton et Josh Howard.
En octobre 2011, il se dit intéressé par un retour au Heat de Miami.

### Clippers de Los Angeles (2011-2013)
Durant la reprise du lock-out, il est envoyé au Clippers de Los Angeles pour 24 millions de dollars sur 3 saisons.
En février 2013, il est proche d'être échange contre Trevor Ariza aux Wizards de Washington.

### Suns de Phoenix (été 2013)
Le 2 juillet 2013, il est transféré aux Suns de Phoenix dans un échange entre trois équipes.

### Bucks de Milwaukee (2013-fév. 2014)
Le 29 août 2013, il est transféré aux Bucks de Milwaukee contre Vyacheslav Kravtsov et Ish Smith. Il réalise ainsi son rêve de jouer pour Milwaukee, dans le Wisconsin où il a grandi.
Le 6 novembre 2013, il reçoit une amende de 15 000 $ pour avoir imité Sam Cassell en faisant le geste des « Big Balls » après la victoire des Bucks contre les Celtics de Boston.
Le 13 novembre, il se blesse à l'épaule à la fin du match des Bucks contre le Magic d'Orlando.
Le 16 janvier 2014, frustré par son manque de temps de jeu, il demande son transfert. Puis, une semaine plus tard, il se rétracte.
Le 17 février, peu avant la "trade deadline", il intéresse les Bobcats de Charlotte. Le 25 février, il cherche à rompre son contrat avec les Bucks de Milwaukee pour rejoindre un prétendant au titre comme le Heat de Miami. Le 27 février, il est officiellement coupé les Bucks. Dès lors, il intéresse le Heat, le Thunder, les Bulls et les Spurs.

### Thunder d'Oklahoma City (Mar.2014-Juil.2014)
Finalement, le 28 février, il signe au Thunder d'Oklahoma City.

### Pistons de Détroit (juil. 2014-juin 2015)
Le 14 juillet 2014, il rejoint les Pistons de Détroit.

### Kings de Sacramento (2015-2016)
Le 11 juin 2015, il est transféré aux Bucks de Milwaukee avec Shawne Williams contre Ersan İlyasova. Le 30 juin 2015, il est coupé par les Bucks.
Le 10 juillet 2015, il signe un contrat de deux ans et trois millions de dollars avec les Kings de Sacramento.

## Clubs successifs
- 2002-2004 :  Heat de Miami.
- 2004-2005 :  Lakers de Los Angeles.
- 2005-2010 :  Wizards de Washington.
- 2010-2011 :  Mavericks de Dallas.
- 2011-2013 :  Clippers de Los Angeles.
- 2013-fév. 2014 :  Bucks de Milwaukee.
- mar. 2014-juil. 20140 :  Thunder d'Oklahoma City.
- 2014-2015 :  Pistons de Détroit.
- 2015-2016 :  Kings de Sacramento.

## Palmarès

### En franchise
- Champion NBA en 2011 avec les Mavericks de Dallas.
- Champion de la Conférence Ouest en 2011 avec les Mavericks de Dallas.
- Champion de la Division Sud-Ouest en 2010 avec les Mavericks de Dallas.

### Distinctions personnelles
- 2 sélections au NBA All-Star Game en 2007 et 2008.

## Statistiques

### Universitaires
Les statistiques de Caron Butler en matchs universitaires sont les suivantes :
| Année     | Équipe      | Matches | Titul. | Min./m. | %tir | %3pts | %l-f | rbds/m. | pass/m. | int/m. | ctr/m. | pts/m. |
| --------- | ----------- | ------- | ------ | ------- | ---- | ----- | ---- | ------- | ------- | ------ | ------ | ------ |
| 2000-2001 | Connecticut | 29      |        | 32,8    | 43,5 | 30,4  | 75,4 | 7,6     | 3,1     | 2,2    | 0,3    | 15,3   |
| 2001-2002 | Connecticut | 34      |        | 36,0    | 48,6 | 40,0  | 77,9 | 7,5     | 3,0     | 2,1    | 0,4    | 20,3   |
| Carrière  | Carrière    | 63      |        | 34,5    | 46,5 | 36,4  | 76,8 | 7,6     | 3,0     | 2,1    | 0,3    | 18,0   |

## Records sur une rencontre en NBA
Les records personnels de Caron Butler en NBA sont les suivants, :
| Type de statistique        | Saison régulière | Saison régulière               | Saison régulière | Playoffs | Playoffs                         | Playoffs      |
| Type de statistique        | Record           | Adversaire                     | Date             | Record   | Adversaire                       | Date          |
| -------------------------- | ---------------- | ------------------------------ | ---------------- | -------- | -------------------------------- | ------------- |
| Points                     | 40               | @ Bucks de Milwaukee           | 27 janvier 2008  | 35       | Spurs de San Antonio             | 27 avril 2010 |
| Paniers marqués            | 15               | Timberwolves du Minnesota      | 28 mars 2003     | 12       | Spurs de San Antonio             | 27 avril 2010 |
| Paniers tentés             | 27               | @ Bucks de Milwaukee           | 27 janvier 2008  | 24       | Spurs de San Antonio             | 27 avril 2010 |
| Paniers à 3 points réussis | 9                | Hornets de La Nouvelle-Orléans | 26 novembre 2012 | 4        | 2 fois                           | 2 fois        |
| Paniers à 3 points tentés  | 15               | Hornets de La Nouvelle-Orléans | 26 novembre 2012 | 8        | 3 fois                           | 3 fois        |
| Lancers francs réussis     | 15               | Hawks d'Atlanta                | 28 novembre 2006 | 8        | 5 fois                           | 5 fois        |
| Lancers francs tentés      | 17               | Bulls de Chicago               | 10 janvier 2007  | 10       | @ Hornets de La Nouvelle-Orléans | 24 avril 2004 |
| Rebonds offensifs          | 11               | @ Bulls de Chicago             | 27 janvier 2006  | 6        | Cavaliers de Cleveland           | 5 mai 2006    |
| Rebonds défensifs          | 12               | 2 fois                         | 2 fois           | 14       | Cavaliers de Cleveland           | 5 mai 2006    |
| Rebonds totaux             | 16               | @ Bulls de Chicago             | 27 janvier 2006  | 20       | Cavaliers de Cleveland           | 5 mai 2006    |
| Passes décisives           | 12               | @ Lakers de Los Angeles        | 30 mars 2008     | 5        | 4 fois                           | 4 fois        |
| Interceptions              | 7                | 2 fois                         | 2 fois           | 5        | Hornets de La Nouvelle-Orléans   | 18 avril 2004 |
| Contres                    | 2                | 27 fois                        | 27 fois          | 2        | 4 fois                           | 4 fois        |
| Balles perdues             | 9                | @ Trail Blazers de Portland    | 24 janvier 2009  | 5        | 3 fois                           | 3 fois        |
| Minutes jouées             | 56               | @ Bulls de Chicago             | 15 janvier 2010  | 52       | Cavaliers de Cleveland           | 5 mai 2006    |

- Double-double : 88 (dont 6 en playoffs)
- Triple-double : 3

## Salaires
Les gains de Caron Butler en NBA sont les suivants :
| Saison      | Équipe                  | Salaire      |
| ----------- | ----------------------- | ------------ |
| 2002-2003   | Heat de Miami           | 1 678 800 $  |
| 2003-2004   | Heat de Miami           | 1 804 680 $  |
| 2004-2005   | Lakers de Los Angeles   | 1 930 680 $  |
| 2005-2006   | Wizards de Washington   | 2 461 617 $  |
| 2006-2007   | Wizards de Washington   | 7 438 000 $  |
| 2007-2008   | Wizards de Washington   | 8 218 990 $  |
| 2008-2009   | Wizards de Washington   | 9 249 980 $  |
| 2009-2010   | Mavericks de Dallas     | 9 780 970 $  |
| 2010-2011   | Mavericks de Dallas     | 10 561 960 $ |
| 2011-2012*  | Clippers de Los Angeles | 8 000 000 $  |
| 2012-2013   | Clippers de Los Angeles | 8 000 000 $  |
| 2013-2014   | Suns de Phoenix         | 8 000 000 $  |
| 2014-2015   | Bucks de Milwaukee      | 4 500 000 $  |
| 2015-2016   | Kings de Sacramento     | 1 499 187 $  |
| 2016-2017   | Kings de Sacramento     | 517 220 $    |
| 2017-2018   | Kings de Sacramento     | 517 220 $    |
| 2018-2019   | Kings de Sacramento     | 517 219 $    |
| Total Gains | Total Gains             | 84 676 523 $ |

Note : * En 2011, le salaire moyen d'un joueur évoluant en NBA est de 5 150 000 $.

## Divers
Dwyane Wade est le parrain du fils de Caron. Les deux joueurs se sont connus lorsqu'ils jouaient pour le Heat de Miami.